# ARIA Charts
Los ARIA Charts son las principales listas de ventas de música australiana, publicadas semanalmente por la Asociación Australiana de la Industria Discográfica (ARIA, por sus siglas en inglés). Las listas recogen las canciones y los álbumes más vendidos en varios géneros en Australia. La ARIA se convirtió en la lista oficial de música australiana en junio de 1988, sucediendo al Kent Music Report, que había sido la lista nacional de ventas de música de Australia desde 1974.

## Historia
Las listas Go-Set fueron las primeras listas nacionales de sencillos y álbumes de Australia, publicadas desde el 5 de octubre de 1966 hasta el 24 de agosto de 1974. Tras Go-Set, el Kent Music Report comenzó a publicar las listas nacionales de los 100 mejores discos de Australia a partir de mayo de 1974. El compilador, David Kent, también publicó las listas nacionales de Australia de 1940 a 1974 de forma retrospectiva utilizando datos basados en los estados. A mediados de 1983, la Asociación Australiana de la Industria Discográfica comenzó a conceder licencias de las listas del Kent Music Report. La primera lista nacional impresa de los 50 discos más vendidos en las tiendas de discos, denominada Countdown, data de la semana que termina el 10 de julio de 1983.
La ARIA comenzó a compilar sus listas internamente a partir de la encuesta de listas del 13 de junio de 1988, que se correspondía con las 50 mejores listas impresas de la semana que finalizaba el 26 de junio de 1988. Los álbumes recopilatorios de varios artistas se incluyeron inicialmente en la lista de álbumes, al igual que en la lista del Informe Kent, hasta el 2 de julio de 1989, fecha en que se creó una lista separada de recopilaciones. El ARIA Report, en el que se detallan las listas de los 100 principales sencillos y álbumes, se publicó por primera vez mediante suscripción en enero de 1990. Las listas impresas de los 50 principales dejaron de publicarse en junio de 1998, pero se reanudaron ese mismo año. Las listas impresas de los 50 primeros álbumes dejaron de publicarse a finales de 2000.
Desde el 17 de febrero de 1997, todos los datos de ventas físicas que contribuyen a la lista se registran electrónicamente en el punto de venta. En marzo de 1991, "Do the Bartman" de Los Simpson fue el primer sencillo en alcanzar el n.º 1 en Australia que no estaba disponible en vinilo de 7 pulgadas, sino sólo en cassingle.
En abril de 2006, ARIA empezó a publicar la Digital Tracks Chart, que cuenta los datos de ventas de descargas de proveedores como iTunes y BigPond Music. A partir del 9 de octubre de 2006, los datos de ventas digitales se integraron en la lista de sencillos junto con las ventas físicas, aunque los sencillos debían tener un lanzamiento físico para ser incluidos. A partir del 5 de noviembre de 2007, las normas de elegibilidad se ampliaron para que los sencillos disponibles únicamente en formato digital pudieran entrar en la lista, y "Apologize" de Timbaland fue el primer sencillo que entró en la lista exclusivamente por ventas digitales. En febrero de 2008, "Don't Stop the Music" de Rihanna se convirtió en el primer sencillo en alcanzar el número uno gracias únicamente a las ventas digitales.
El 10 de diciembre de 2012, ARIA lanzó la lista Streaming Tracks Chart, que registra los datos de streaming de audio de servicios como Spotify y, más tarde, Apple Music. ARIA introdujo datos de streaming en la lista de sencillos el 24 de noviembre de 2014, y en la de álbumes el 15 de mayo de 2017. En octubre de 2018, ARIA cambió la metodología para dar mayor énfasis a los streams de suscripción de pago frente a los streams con publicidad.
El 15 de marzo de 2021, ARIA anunció que, a partir del viernes siguiente, publicaría las cifras de las listas semanales a las 17:00 horas AEST de cada viernes, sustituyendo el método anterior de publicarlas cada sábado por la noche.
El 1 de marzo de 2022, la asociación anunció que las cifras de las listas incorporarían los datos de streaming de YouTube de los usuarios registrados a partir del 4 de marzo.

## Publicación
El sitio web de la ARIA publica las listas de los 50 primeros sencillos y álbumes (truncadas a partir de las 100 primeras), la lista de las 40 primeras canciones digitales (truncada a partir de las 50 primeras) y la lista de los 20 primeros sencillos dance (truncada a partir de los 25 primeros). El Informe ARIA recoge todas las listas completas y está disponible cada semana mediante suscripción de pago por correo electrónico. Estos informes se cargan periódicamente en Pandora Archive.
La revista en línea de la industria The Music Network también publica las listas de los 50 mejores sencillos y álbumes, junto con otras listas.

## Listas
- ARIA Top 100 Singles Chart
- ARIA Top 100 Albums Chart
- ARIA Top 100 Physical Albums Chart (publicado solo en The ARIA Report)
- ARIA Top 50 Digital Tracks Chart (publicado solo en The ARIA Report hasta febrero de 2020)
- ARIA Top 50 Digital Albums Chart (publicado solo en The ARIA Report hasta febrero de 2020)
- ARIA Top 50 Streaming Tracks Chart
- ARIA Top 50 Club Tracks Chart (sustituido por el Club Buzz Chart durante la pandemia de COVID-19)
- ARIA Top 50 Catalogue Albums Chart
- ARIA Top 40 Urban Singles Chart
- ARIA Top 40 Urban Albums Chart
- ARIA Top 40 Country Albums Chart
- ARIA Top 40 Music DVDs Chart
- ARIA Top 25 Dance Singles Chart
- ARIA Top 25 Dance Albums Chart (publicado solo en The ARIA Report)
- ARIA Top 20 Australian Artist Singles Chart
- ARIA Top 20 Australian Artist Albums Chart
- ARIA Top 20 Compilation Albums Chart
- ARIA Top 20 Jazz & Blues Albums Chart
- ARIA Top 20 Classical/Crossover Albums Chart
- ARIA Top 10 Core Classical Albums Chart
- ARIA Top 20 Hitseekers Singles Chart (publicado solo en The ARIA Report)
- ARIA Top 20 Hitseekers Albums Chart (publicado solo en The ARIA Report)
- Yearly Top 100 End of Year charts profiling the year in music
- End of Decade Top 100 charts profiling the decade in music